# Михайловка (Мендыкаринский район)
Михайловка (каз. Михайлов) — село в Мендыкаринском районе Костанайской области Казахстана. Административный центр Михайловского сельского округа. Находится примерно в 20 км к югу от районного центра, села Боровского. Код КАТО — 395655100.

## Население
В 1999 году население села составляло 1359 человек (653 мужчины и 706 женщин). По данным переписи 2009 года, в селе проживало 1165 человек (566 мужчин и 599 женщин). По данным переписи 2021 года, в селе проживало 995 человек (520 мужчин и 475 женщин).